# Kasper Collin
Kasper Collin, född 16 november 1972 i Skallsjö församling, Älvsborgs län, är en svensk dokumentärfilmare, filmproducent, filmklippare och manusförfattare.
Collins första långfilm My Name Is Albert Ayler hade biografpremiär i Sverige 2005. År 2007 och 2008 fick filmen biograflanseringar i Storbritannien och USA. Metacritic ger filmen snittbetyget 83/100, och placerar filmen som den 19:de bästa långfilmen 2007 och den tredje bästa dokumentärfilmen.
Hans andra långfilm I Called Him Morgan hade premiär i en av de officiella huvudsektionerna på filmfestivalen i Venedig den 1 september 2016 och visades efter detta också på Telluride Film Festival, Toronto International Film Festival, New York Film Festival och BFI London Film Festival. Filmen fick sin svenska premiär i november 2016 i tävlan på Stockholm Film Festival. Filmen hade amerikansk biografpremiär den 24 mars och svensk biografpremiär den 31 mars 2017. I sin New York Times recension kallade tidningens chefskritiker A.O. Scott filmen för "a delicate human drama about love, ambition and the glories of music". Och Los Angeles Times filmkritiker Kenneth Turan noterade att "As a slice of recovered and illuminated time, “I Called Him Morgan” has few peers".
Filmrecensionssajten Rotten Tomatoes har 40 recensioner registrerade och visar att 95% av kritikerna gillar filmen. Metacritic har tjugo recensioner registrerade. Åtta av dem är registrerade som 100/100 och filmen har snittbetyget 90/100. Filmen är sen den 18 mars 2017 listad av Metacritic som 2017 års näst bästa film.
Indiewire listade Kasper Collin som en av nio genombrottspersoner på Toronto International Film festival 2016.
Mellan 2009 och 2014 var Kasper Collin ordförande (delat) för Oberoende Filmares Förbund.

## Filmografi
- 2005 – My Name Is Albert Ayler
- 2016 – I Called Him Morgan

## Rereferenser
1. ↑  ”Kasper Collin med Oscar i sikte”. Göteborgs-Posten. http://www.gp.se/n%C3%B6je/kasper-collin-med-oscar-i-sikte-1.3880655. Läst 11 mars 2017.
2. ↑  Collin, Kasper; Ayler, Donald; Ayler, Edward; Coltrane, John (8 november 2007). ”My Name Is Albert Ayler”. http://www.imdb.com/title/tt0963778/?ref_=nm_knf_i2. Läst 22 februari 2017.
3. ↑  Lodge, Guy (4 september 2016). ”Film Review: ‘I Called Him Morgan’” (på amerikansk engelska). Variety. http://variety.com/2016/film/reviews/i-called-him-morgan-review-1201851587/. Läst 22 februari 2017.
4. ↑  Morgenstern, Joe (8 september 2016). ”Telluride: Good Movies, Welcome Back”. Wall Street Journal. ISSN 0099-9660. http://www.wsj.com/articles/telluride-good-movies-welcome-back-1473365146. Läst 11 mars 2017.
5. ↑  Hoffman, Jordan (12 september 2016). ”I Called Him Morgan review – jazz star's story comes in from the cold” (på brittisk engelska). The Guardian. ISSN 0261-3077. https://www.theguardian.com/film/2016/sep/12/i-called-him-morgan-review-jazz-kasper-collin-lee-morgan. Läst 11 mars 2017.
6. ↑  ”The 15 Best Films Of The 2016 Toronto International Film Festival” (på amerikansk engelska). The Playlist. 19 september 2016. http://theplaylist.net/15-best-films-2016-toronto-international-film-festival-20160919/. Läst 11 mars 2017.
7. ↑  ”Jazz Doc ‘I Called Him Morgan’ Is A Lively, Moving Portrait Of Music, Love, & Murder [TIFF Review”] (på amerikansk engelska). The Playlist. 18 september 2016. http://theplaylist.net/jazz-doc-called-morgan-lively-moving-portrait-music-love-murder-tiff-review-20160918/. Läst 11 mars 2017.
8. ↑  Brown, Dwight (2016-09-22). ”Black Films and Artists Triumph at  2016 Toronto International Film Festival” (på amerikansk engelska). Huffington Post. http://www.huffingtonpost.com/dwight-brown/black-films-and-artists-t_b_12075388.html.
9. ↑  ”'Moonlight' Is One of the Best Films at TIFF 2016”. Time. http://time.com/4488759/moonlight-tiff-toronto-international-film-festival/.
10. ↑  ”New York Film Festival’s Breakout Films”. The New Yorker. http://www.newyorker.com/magazine/2016/10/03/new-york-film-festivals-breakout-films.
11. ↑  ”Four Standouts From the New York Film Festival”. The Nation. ISSN 0027-8378. https://www.thenation.com/article/freedom-of-movement/. Läst 11 mars 2017.
12. ↑  Collin, Kasper (31 mars 2017). ”I Called Him Morgan”. http://www.imdb.com/title/tt4170344/?ref_=rvi_tt. Läst 22 februari 2017.
13. ↑  Scott, A. O. (23 mars 2017). ”Review: ‘I Called Him Morgan,’ a Jazz Tale of Talent and Tragedy” (på amerikansk engelska). The New York Times. ISSN 0362-4331. https://www.nytimes.com/2017/03/23/movies/i-called-him-morgan-review.html. Läst 1 juni 2017.
14. ↑  Turan, Kenneth (30 mars 2017). ”The jazz tragedy of Lee Morgan, exquisitely rendered” (på amerikansk engelska). Los Angeles Times. ISSN 0458-3035. http://www.latimes.com/entertainment/movies/la-et-mn-i-call-him-morgan-review-20170330-story.html. Läst 1 juni 2017.
15. ↑  Greene, Chris O'Falt,David Ehrlich,Graham Winfrey,Kate Erbland,Steve. ”TIFF 2016: 9 Breakthrough Names | IndieWire” (på engelska). www.indiewire.com. http://www.indiewire.com/2016/09/tiff-2016-breakthrough-actors-directors-1201722398/.